# سندیکای کارگران شرکت واحد اتوبوسرانی تهران و حومه
سندیکای کارگران شرکت واحد اتوبوسرانی تهران و حومه در سال ۱۳۳۷ تأسیس شد اما بعد از انقلاب ۵۷ توسط حکومت منحل گشت و خانه کارگر و شورای اسلامی کار جایگزین آن شدند که نهادهای برخاسته از حکومت بودند، نه نماینده واقعی کارگران. سندیکا در سال ۱۳۸۴ با برگزاری یک مجمع عمومی و انتخابات، توسط جمعی از کارکنان شرکت واحد اتوبوسرانی تهران و حومه بازگشایی شد. این تشکل کارگری عضو رسمی فدراسیون بین‌المللی کارگران حمل و نقل، عضو افتخاری اتحادیه ملی کارگری فرانسه «س‌ژت» (CGT) می‌باشد. منصور اسانلو، رضا شهابی و ابراهیم مددی از رهبران این سندیکا می‌باشند.
سندیکای کارگران شرکت واحد اتوبوسرانی تهران و حومه یکی از چهار تشکل کارگری‌ بود که در ۲۱ بهمن ۱۳۸۸، بیانیه‌ای موسوم به منشور مطالبات حداقلی کارگران ایران صادر کردند.
تعدادی از احیاء کنندگان این سندیکا، با پرونده‌های باز و حکم‌های تعلیقی و یا اخراج مواجه شدند تا از ادامه فعالیت صنفی منصرف شوند، اما این افراد از جمله منصور اسانلو و رضا شهابی به مبارزه صنفی خود ادامه داده‌اند.